# Freshwater (New South Wales)
Freshwater ist ein Vorort der australischen Stadt Sydney  im Bundesstaat New South Wales. 2021 zählte er 9186 Einwohner.

## Geografie

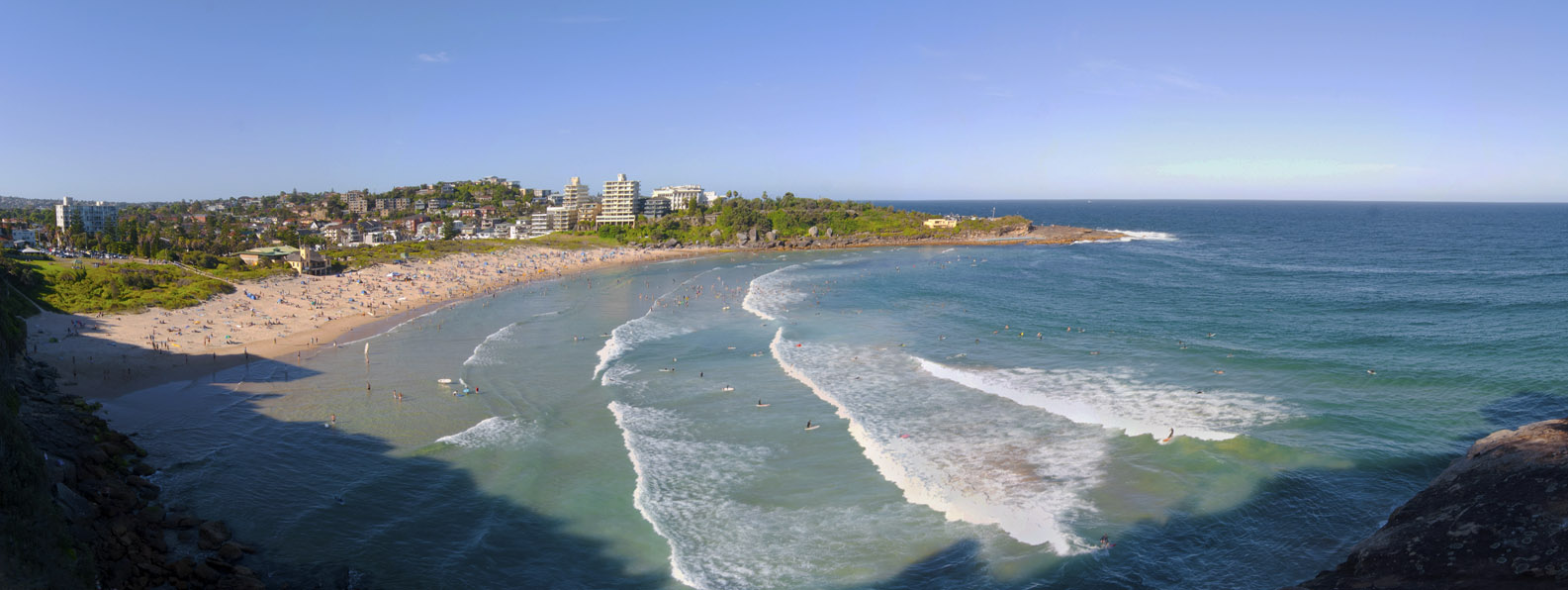
Freshwater Beach

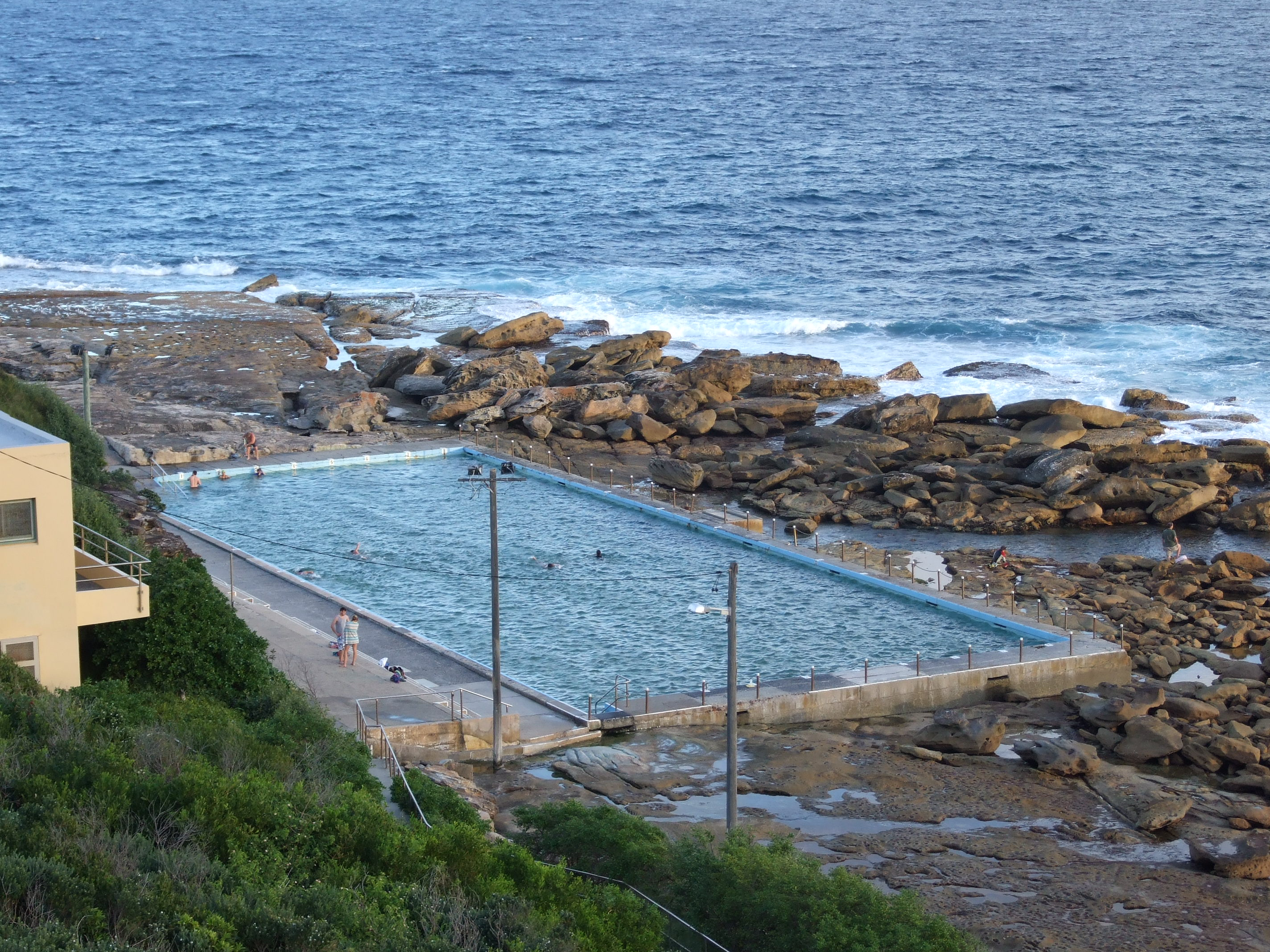
Rockpool von Freshwater

Freshwater gehört zu den Northern Beaches und liegt etwas nördlich von Manly direkt an der Küste des Pazifiks. Im Norden grenzt Freshwater an Curl Curl und North Manly, im Westen ebenfalls an North Manly und im Süden an Queenscliff.
Im Ort befinden sich die kleinen Parkanlagen McKillop Park, Harbord Park und Jacka Park sowie das Corella Street Reserve.
Von den anderthalb Kilometern Küste, die zu Freshwater gehören, sind ungefähr 320 Meter Strand. Dieser liegt in einer kleinen Bucht. Ein kleiner Teil im Süden des Freshwater Beaches gehört bereits zum angrenzenden Queenscliff. Am nördlichen Teil des Strandes liegt ein Rockpool.

## Bevölkerung
Während der Volkszählung 2021 zählte Freshwater 9186 Einwohner. Von ihnen waren 4509 männlich und 4675 weiblich. Das durchschnittliche Alter lag bei 37 Jahren, das ist ein Jahr niedriger als der landesweite Durchschnitt. 47 Einwohner (0,5 %) der Einwohner waren indigener Abstammung.
In Freshwater lebten 2543 Familien mit im Schnitt 1,8 Kindern. Der durchschnittliche Haushalt umfasste 2,5 Personen. Kinder bis 14 Jahre machten 18,9 % der Bevölkerung aus.
Die meisten Bewohner haben als Vorfahren Engländer (43,8 %), Australier (33,3 %), Iren (13,9 %), Schotten (12,0 %) oder Italiener (5,0 %).